# Thomas Fröschl
Thomas Fröschl (* 20. September 1988 in Linz) ist ein österreichischer Fußballspieler auf der Position eines Stürmers.

## Karriere

### Verein
Der Stürmer begann seine fußballerische Laufbahn im Alter von sieben Jahren in den Nachwuchsmannschaften des SC St. Pantaleon-Erla. Im Alter von nur 15 Jahren konnte sich Fröschl in der Saison 2004/05 in der Kampfmannschaft seines Stammvereins (damals Bezirksliga Nord, Oberösterreich; sechste Leistungsstufe) etablieren und bestritt 25 Meisterschaftsspiele, in denen er sechs Tore erzielte. Im Spieljahr 2005/06 war er in 24 Spielen achtmal erfolgreich. In der Saison 2006/07 machte Fröschl auf sich aufmerksam, als er in 24 Spielen 22 Treffer erzielen konnte und damit Torschützenkönig der oberösterreichischen 1. Klasse Ost wurde. Dies war Anlass dafür, dass er im Sommer 2007 vom Regionalliga Mitte-Verein Union St. Florian verpflichtet wurde, wo er in 34 Spielen 17 Treffer erzielte.
Im Sommer 2008 wurde Thomas Fröschl vom Bundesligaklub SK Rapid Wien verpflichtet und erhielt damit seinen ersten Profivertrag. Um Fröschl die Umstellung in den Profibereich zu erleichtern, wurde er von Rapid in die Erste Liga zum Kooperationspartner DSV Leoben weiter transferiert, wo er am 1. August 2008 beim 2:1-Sieg gegen den SKN St. Pölten sein erstes Tor als Profi erzielte. Nach dem Konkurs der Leobener wechselte er zurück zu den Amateuren des österreichischen Rekordmeisters SK Rapid Wien in die Regionalliga Ost, wo er in 13 Spielen sechs Tore erzielte. Für die Saison 2009/10 wurde Fröschl an den Kooperationsverein FC Lustenau 07 verliehen.
Vor der Saison 2010/11 war geplant, ihn im Tausch für Christoph Saurer in seine Heimatstadt Linz zum LASK transferieren. Dieser Transfer kam jedoch nicht zustande und so wurde Fröschl schließlich am letzten Tag der Transferphase an den SKN St. Pölten verliehen. Von dort wechselte er im Sommer 2012, wiederum leihweise bis zum Sommer 2014, zum SC Wiener Neustadt. Von 2014 bis 2015 spielte er für die SV Ried, im Sommer 2015 wechselte er zum LASK. Im Februar 2016 kehrte er zur SV Ried zurück, bei der er einen bis Juni 2018 gültigen Vertrag erhielt.
Mit Ried stieg er 2017 aus der Bundesliga ab. Nach der Saison 2017/18 verließ er Ried und wechselte zum Ligakonkurrenten FC Blau-Weiß Linz, bei dem er einen bis Juni 2020 laufenden Vertrag erhielt. Im Juni 2020 löste er seinen Vertrag nach 35 Zweitligaspielen auf. Zur Saison 2020/21 wechselte er zum viertklassigen ASK St. Valentin.
Im Sommer 2024 wechselte er wieder zurück zu seinem Jugendverein SC St. Pantaleon-Erla, bei dem er bereits während seiner Zeit bei Blau-Weiß Linz als Trainer im Nachwuchsbereich in Erscheinung getreten war.

### Nationalmannschaft
Auf Grund seiner Torjägerqualitäten wurde Thomas Fröschl von Teamchef Andreas Heraf in die Unter-20-Nationalmannschaft einberufen, wo er am 19. August 2008 gegen die Schweiz (0:1) sein Teamdebüt gab. Fröschl, der zuvor noch nie in einer österreichischen Auswahlmannschaft gespielt hatte, gelang damit in nur zwei Jahren der Sprung von der 7. Leistungsstufe in eine ÖFB-Auswahl.

## Erfolge
- Torschützenkönig 2006/07 der 1. Klasse Ost (Oberösterreich, siebente Leistungsstufe) mit 22 Toren in 24 Spielen
- Einberufung in die österreichische Unter-20 Nationalmannschaft (Debüt am 19. August 2008)[1]
- Einberufung in die österreichische Unter-21 Nationalmannschaft im Frühjahr 2009